# Ana Kano
Ana Kano (Kinshasa, 16 ottobre 1970) è un'ex cestista della Repubblica Democratica del Congo.

## Carriera
Ha disputato due edizioni dei Campionati del mondo (1990, 1998).